# Salin-de-Giraud
Salin-de-Giraud ('zoutpan van Giraud') is een plaats aan de Middellandse Zee in het zuidoosten van de Camargue in Frankrijk. De plaats ligt aan de rechteroever van de Grand Rhône en maakt deel uit van de gemeente Arles. De plaats telt ongeveer 2160 inwoners (2006).
Ten zuiden van het plaatsje bevinden zich grote zoutwinningsgebieden.

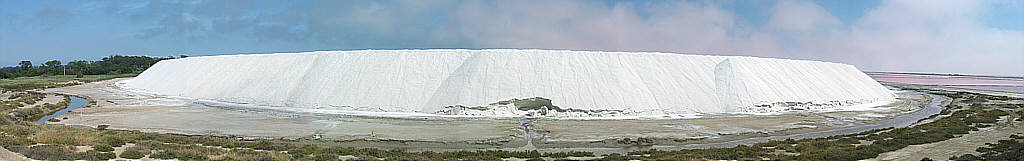
Zoutheuvel nabij Salin-de-Giraud

Salin-de-Giraud maakte deel van het kanton Arles-Ouest tot dit op 22 maart 2015 werd opgeheven.